# La Romana (Alicante)
Pour les articles homonymes, voir La Romana.
La Romana (en castillan et en valencien) est une commune dans l'est de l'Espagne,  dans la Communauté valencienne, dans la province d'Alicante. Elle est située dans la zone à prédominance linguistique valencienne.

## Géographie

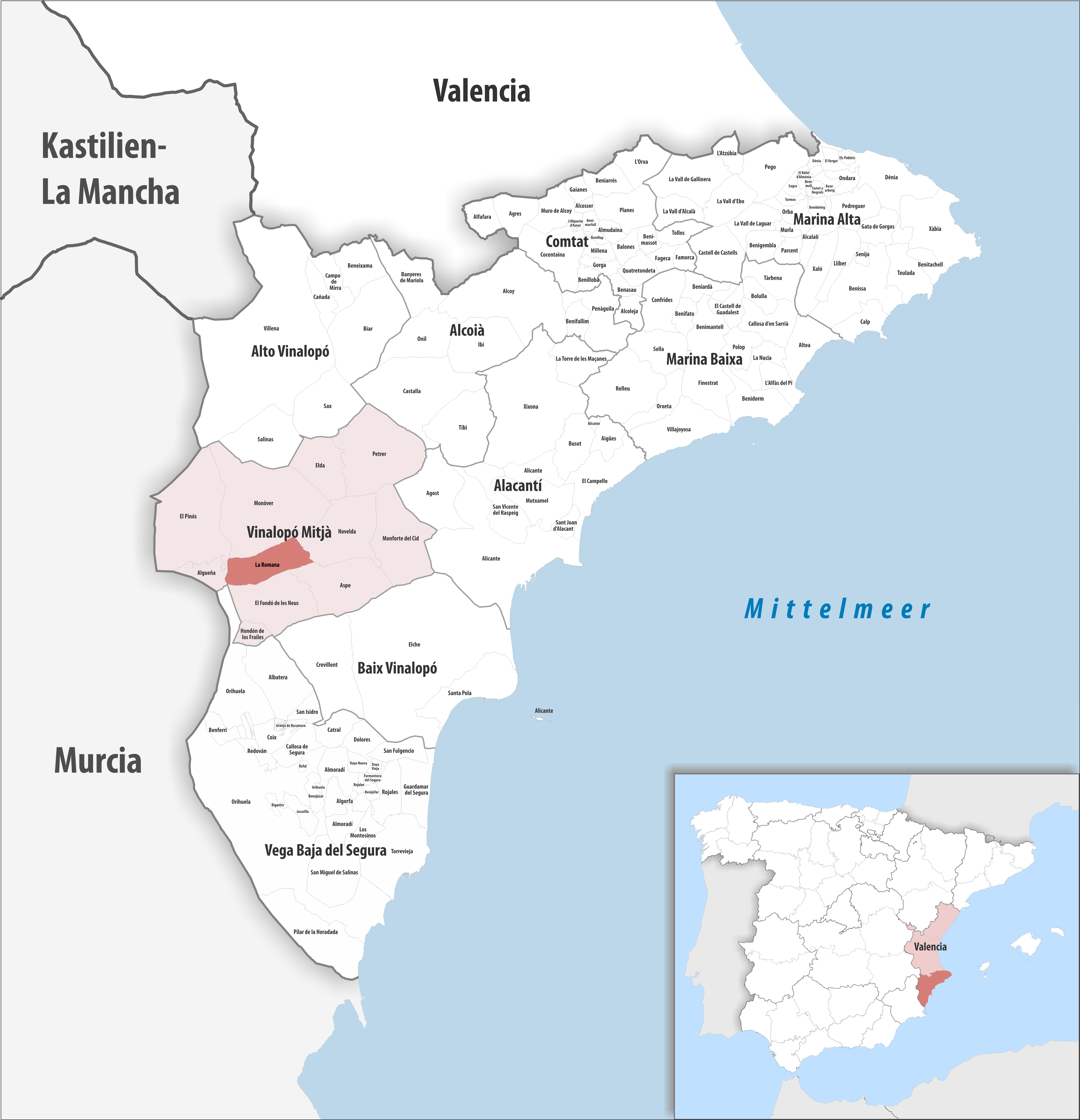
La Romana dans la comarque Vinalopó Mitjà, province d'Alicante / en région valencienne

### Localisation
La commune de La Romana se trouve dans l'ouest de la province d'Alicante et à peu près au centre de la comarque Vinalopó Mitjà.
Alicante est à 43 km est ;
Madrid à 411 km nord-ouest ;
Gibraltar à 600 km sud-ouest (distances par route).

### Communes voisines
La Romana jouxte Orihuela seulement par un quadripoint.

### Généralités
La Romana a un quartier de maisons troglodytes.